# ドラゴン・スレイヤー・アカデミー
『ドラゴン・スレイヤー・アカデミー』 (Dragon Slayers' Academy / DSA) は、アメリカ合衆国の作家、ケイト・マクミュラン作の小説。
2004年11月25日に第1巻が刊行され、2010年までに計18巻が刊行されている。
日本語版は岩崎書店から刊行されている。翻訳は神戸万知、絵は舵真秀斗。

## 刊行一覧

### 『ドラゴン・スレイヤー・アカデミー』シリーズ
1. ドラゴンたいじ一年生（2004年11月25日）
2. ママゴンのしかえし（2004年11月25日）
3. おたからさがしのえんそく（2005年1月31日）
4. ウィリーのけっこん（2005年1月31日）
5. あこがれのヒーロー（2005年3月31日）
6. きえたヒーローをすくえ（2005年3月31日）
7. のろいのルーレット（2005年5月31日）
8. ほろびの予言（2005年5月31日）
9. ドラゴンがうまれた！（2005年8月31日）
10. きょうふのさんかん日（2005年8月31日）

### 『ドラゴン・スレイヤー・アカデミー2』シリーズ
1. ドラゴンになっちゃった（2006年8月25日）
2. かえってきたゆうれい（2006年8月25日）
3. こわーい金曜日（2006年10月25日）
4. ケン王の病気（2006年12月25日）
5. ふたごのごたごた（2007年2月22日）
6. ドラゴンじいさん（2007年4月25日）
7. ドラゴン・キャンプ（2007年7月25日）
8. トロールにご用心（2010年6月30日）

## 登場人物

### DSA生徒
- ウィリー
  - 主人公。 ピンウィック村出身の貧乏な農民。「トントン・ギャグ」と言うくだらないおやじギャグを連発する父、迷信ぶかい母、乱暴な12人の兄弟がいる。ドラゴンをたおして勇者になる夢を叶えるためにドラゴンスレイヤーアカデミ－へ行く。気が弱くて体も小さいが心優しい男の子。しかし、血を見るのが苦手。
- エリカ （エリカ・フォン・ロイヤル）
  - ケン王とバーブ王妃の間にうまれたお姫様。男子校だったドラゴン・スレイヤー・アカデミーに「エリック」という偽名で入っていた。ランスロット卿を尊敬している。
- アンガス （アンガス・デ・パンガス）
  - 食べる事大好きなので太っている。校長であるモードレット校長のおい。
- ジャニス （ジャニス・ムッチリボトム）
  - 金持ちの子供。「ドラゴン・ターミネーター」と言う学校から転校してきた。体が大きい。馬上ヤリ試合が得意。
- グウェン
  - ウガイソープ王国のお姫様。途中から入学した。
- トーブラット
  - はなたれの生徒。
- ウヌボレッチ
  - 自分の事を天才と呼ぶナルシスト。

### DSA先生
- モードレット校長
  - 学校の校長。大の金好き。アンガスのおじさん。
- レディ・ロベリア
  - モードレット校長の姉さん。
- プランジェット
  - 戦闘術を教えている先生。
- プラック
  - 先生。つばをペッペッしながら話したりしている。
- モート
  - 接近術を教えている先生。
- フライポット
  - 料理番。

### その他

#### 家族
- ダドウィン
  - ウィリーの弟。ウィリーよりも力持ち。
- ウィリーの父
  - 「トントン・ギャグ」と言うくだらないギャグをよく言う。
- ウィリーの母
  - 迷信ぶかい。キャベツスープをよく作る。
- ケン王
- バーブ王妃
- ターニピア

#### エリカ家の使い
- ファーンスレー

#### 動物
- デイジー
  - 魔法使いの失敗した魔法でピッグワードが話せるようになった豚
- キバタン
- ランスロット

#### ドラゴン
- ゴージル
- シーサ
- エディス
- ムッシー
- プッカケ